# Bernard Saisset
Bernard Saisset (ca. 1232 - ca. 1311) was een Franse augustijner koorheer en de eerste bisschop van Pamiers. Hij speelde een rol in de machtsstrijd tussen koning Filips IV van Frankrijk en paus Bonifatius VIII.

## Levensloop
Saisset was afkomstig uit een adellijke familie uit Toulouse; zijn vader was ridder Raymond Saisset, heer van Saint-Agnan. Hij trad in bij de augustijnen en was kanunnik in de kathedraal van Saint-Étienne en vicaris-generaal van de bisschop aldaar. In 1267 werd hij verkozen tot abt van de Abdij Saint-Antonin in Pamiers. In die hoedanigheid kwam hij in aanvaring met Roger Bernard III, hertog van Foix omtrent de heerschappij over Pamiers, waarvan ze beiden gedeeld heer waren.
Saisset was een beschermeling van paus Bonifatius VIII en in 1295 richtte die het bisdom Pamiers op en maakte Saisset de eerste bisschop. Hierna kwam een einde aan het conflict met de hertog van Foix. Maar korte tijd later kwam Saisset door zijn agressieve politiek en uitgesproken standpunten in aanvaring met koning Filips IV van Frankrijk. In 1301 liet de koning Saisset beschuldigen van hoogverraad, simonie, ketterij en godslastering en hij liet ook zijn goederen in beslag nemen. Saisset riskeerde de doodstraf, maar de paus kwam tussen en beval de vrijgave van de goederen van Saisset. Saisset zelf werd in 1302 verbannen uit Frankrijk en overgedragen aan de kerkelijke jurisdictie. Hij trok naar Rome maar keerde later terug naar Pamiers.